# Пухов (район)
Район Пухов (словац. Okres Púchov) — район Тренчинского края Словакии.

## Население
| Год:        | 1994   | 2004    | 2014    | 2024    |
| ----------- | ------ | ------- | ------- | ------- |
| Broj ljudi: | 45 597 | 45 641  | 44 537  | 43 483  |
| Разница:    |        | +0,09 % | −2,41 % | −2,36 % |

### Статистические данные (2001)
Национальный состав:
- Словаки — 98,2 %
- Чехи — 1,0 %

Конфессиональный состав:
- Католики — 77,9 %
- Лютеране — 13,1 %